# Ringkjøbing Amt
Ringkjøbing Amt var fra kommunalreformen d. 1. april 1970 til og med 31. december 2006 et administrativt område, som dækkede Vestjylland. Efter Strukturreformens ikrafttræden 1. januar 2007 blev det en del af Region Midtjylland.

## Amtsborgmestre
- 1970–1981 Aage Ebbensgaard (1910–1990), (Venstre).
- 1982–1983 Lars Agerskov (1928–1983), (Venstre).
- 1983–1992 Anton Kristensen (1921—2019), (Venstre).
- 1992–1996 Svend Erik Kristensen (1932–2001), (Venstre).
- 1996–2006 Knud Munk Nielsen (født 1938), (Venstre).

## Kommuner
Amtet bestod af følgende kommuner:
| - Aulum-Haderup Kommune - Brande Kommune - Egvad Kommune - Herning Kommune - Holmsland Kommune - Holstebro Kommune - Ikast Kommune - Lemvig Kommune - Ringkøbing Kommune | - Skjern Kommune - Struer Kommune - Thyborøn-Harboøre Kommune - Thyholm Kommune - Trehøje Kommune - Ulfborg-Vemb Kommune - Videbæk Kommune - Vinderup Kommune - Aaskov Kommune |

## Statistisk kilde
Danmarks Statistik, Statistikbanken.dk
56°05′00″N 8°15′00″Ø / 56.083333333333°N 8.25°Ø